# Paralastor conspiciendus
Paralastor conspiciendus är en stekelart som beskrevs av Perkins 1914. Paralastor conspiciendus ingår i släktet Paralastor och familjen Eumenidae. Inga underarter finns listade i Catalogue of Life.